# (6823) 1988 ED1
A (6823) 1988 ED1 a Naprendszer kisbolygóövében található aszteroida. Masaru Arai és Hiroshi Mori fedezte fel 1988. március 12-én.